# Георгиос Завидзианос
Георгиос Завидзианос (на гръцки: Γεώργιος Ζαβιτζιάνος) е гръцки лекар и психоаналитик.

## Биография
Георгиос Завидзианос е роден на остров Корфу през 1909 г. Семейството му бяга от турците село Завидза през 1700 г. След като завършва средното си училище в Гърция, Завицианос заминава за Монпелие, където учи медицина. Завръща се през 1934 г. и започва да работи като невропсихиатър, но показва голям уклон към психоанализата. Докато е във Франция е анализиран за кратко от Едуар Пишон.
В края на 40-те Георгиос Завидзианос става един от основателите заедно с Мари Бонапарт на първата гръцка психоаналитична група. Приет е в Парижкото психоаналитично общество през 1950 г. След това емигрира в САЩ, където спомага за основаването на психоаналитични общества и институти. Там преподава в периода 1950-1982 г. Също така е анализант на Лео Стоун. Оженва се за Силвия Филиндрас.